# Jang Dong-woo
Đây là một tên người Triều Tiên, họ là Jang.
Jang Dongwoo (tiếng Hàn: 장동우; tiếng Trung: 張東雨; Hán Việt: Trương Đông Vũ; sinh 22 tháng 11 năm 1990) thường được biết đến với nghệ danh là Dongwoo, là một ca sĩ, rapper, vũ công, người dẫn chương trình và diễn viên người Hàn Quốc. Anh là rapper chính và vũ công chính của nhóm nhạc Hàn Quốc Infinite được sáng lập bởi Woollim Entertainment vào năm 2010. Dongwoo và thành viên Hoya cùng ra mắt nhóm nhỏ Infinite H vào 11 tháng 1 năm 2013 với mini album của mình mang tên Fly High.

## Tiểu sử
Trước khi debut, Dongwoo được huấn luyện ở JYP Entertainment trong nhiều năm. Anh là một người bạn học cũ với Xiumin (EXO). Dongwoo lần đầu tiên ra mắt vào năm 2010 dưới Woollim Entertainment là vũ công chính, rapper chính của Infinite và là người lớn tuổi thứ hai trong nhóm. Anh được nhiều người quan tâm trong quá trình sáng tác nhạc và cùng Hoya được chứng nhận là nhạc sĩ chuyên nghiệp.
Ngày 15 tháng 2 năm 2013, Dongwoo tốt nghiệp từ chương trình Âm nhạc thực hành của trường Đại học Daekyung. Anh cùng với các thành viên Sung-kyu, Hoya, Sung-yeol và L đã nhận "Giải thưởng sinh viên đại học Daekyung".

## Sự nghiệp âm nhạc

### Infinite
Dongwoo xuất hiện lần đầu với tư cách là thành viên của nhóm nhạc Hàn Quốc Infinite trong năm 2010. Nhóm biểu diễn trên sân khấu với ca khúc "Comeback Again" ở M! Countdown vào ngày 10 tháng 6 năm 2010.

### Infinite H
Dongwoo cùng với thành viên cùng nhóm là Hoya đã ra mắt nhóm nhỏ Infinite H, thành lập vào năm 2012. Họ phát hành mini album đầu tiên của họ Fly High.
Ngày 26 tháng 1 năm 2015, bộ đôi này đã trở lại với việc phát hành EP thứ hai của họ Fly Again.

### Các hoạt động khác
Trước khi debut, anh cùng thành viên Hoya thực hiện back-up dancer trong chương trình "Run" cùng Epik High's. Năm 2012, anh xuất hiện trong đĩa đơn "She is a flirt" của Baby Soul và 유지아. Cùng năm, anh thực hiện với Sung-kyu và Baby Soul vào bài hát "Woman On The Beach".
Trong tháng 8 năm 2013, anh cùng với Hoya xuất hiện trong bài hát "Tasty’s MAMAMA". Bộ đôi này đã đóng góp phần lời cho bài hát.
Trong năm 2014, anh được hợp tác trên đường đua 3 mang tên "7-2-Misunderstanding" trong mini album "First romance" của Nicole.
Năm 2015, anh cùng với Baro (B1A4) hợp tác trong ca khúc "Hurts down to bones" của Ami.

## Sự nghiệp diễn xuất

### Nhạc kịch
Dongwoo xuất hiện lần đầu với tư cách là một diễn viên nhạc kịch trong vở nhạc kịch "In the heights". Dongwoo đóng vai chính mang tên Usnavi cùng với Yang Dong-geun, Jung Won-young và Key. Vở nhạc kịch được sản xuất bởi SM C&C, một công ty con của SM Entertainment và ra mắt từ 4 tháng 9 - 22 tháng 11 tại Blue Square.

### Voice Acting
Dongwoo cùng các thành viên khác tham gia phim hoạt hình trẻ em Wara Store vào 27 tháng 12 năm 2011 đến 27 tháng 3 năm 2012.

## Hoạt động khác

### Tổ chức chương trình
Ngày 26 tháng 7 năm 2015, Dongwoo cùng với thành viên L tổ chức KBS Cool FM's Show KBS Kong.

### MC
Trong tháng 12 năm 2012, Dongwoo cùng với thành viên Hoya làm MC đôi cho chương trình M! Countdown. Tháng 2 năm 2015, Dongwoo cùng với Minho và Lizzy làm MC cho Music Core. Cùng năm đó, anh cùng với Yeri và Minho làm MC cho Music Core.

## Đĩa nhạc

### Hợp tác
| Năm  | Ca khúc              | Nghệ sĩ             |
| ---- | -------------------- | ------------------- |
| 2012 | She is a flirt       | Baby Soul và 유지아 |
| 2014 | 7-2-Misunderstanding | Nicole Jung         |
| 2015 | Hurts down to bones  | Ami                 |

### Sáng tác
| Năm  | Bài hát                                                    | Album                            |
| ---- | ---------------------------------------------------------- | -------------------------------- |
| 2013 | MAMAMA (viết lời và nhạc)                                  | Spectacular                      |
| 2014 | Last Romeo (viết lời và nhạc)                              | Infinite 2nd full album Season 2 |
| 2014 | Alone (viết lời và nhạc)                                   | Infinite 2nd full album Season 2 |
| 2015 | 예뻐 (Pretty) (viết lời và nhạc)                           | Fly Again                        |
| 2015 | 어디 안가 (Aren't You Going Somewhere?) (viết lời và nhạc) | Fly Again                        |
| 2015 | 부딪쳐 (Bump) (viết lời và nhạc)                           | Fly Again                        |
| 2015 | 바빠서 (Sorry I'm Busy) (viết lời và nhạc)                 | Fly Again                        |
| 2015 | Footsteps' (viết lời và nhạc)                              | Reality                          |
| 2015 | Between Me and You (viết lời và nhạc)                      | Reality                          |
| 2015 | Take care of the Ending (viết lời và nhạc)                 | Reality                          |

## Các phim đã đóng

### Phim ảnh
| Năm  | Tiêu đề                                                 | Vai trò  |
| ---- | ------------------------------------------------------- | -------- |
| 2012 | INFINITE Concert Second Invasion Evolution The Movie 3D | Tham gia |
| 2014 | Grow: Infinite's Real Youth Life                        | Tham gia |

### Phim truyền hình
| Năm  | Tiêu đề    | Kênh chiếu | Vai trò  |
| ---- | ---------- | ---------- | -------- |
| 2011 | Wara Store | Tooniverse | Tham gia |

## Chương trình truyền hình
| Năm  | Tiêu đề                                       | Kênh chiếu | Ghi chú |
| ---- | --------------------------------------------- | ---------- | --- |
| 2010 | Infinite! You Are My Oppa                     | Mnet       | Pre-debut reality show |
| 2010 | WOWMAN                                        | ETV        | Ep 1-13 |
| 2011 | Weekly Idol                                   | MBC        | Ep 4, 20, 23 |
| 2011 | Birth of a Family                             | KBS        | with Infinite |
| 2011 | Infinite's Sesame Player                      | Mnet       | Infinite reality show |
| 2011 | Star King                                     | SBS        | Ep 205, 208, 211, 214 |
| 2012 | Weekly Idol                                   | MBC        | Ep 47 & 48, 56 |
| 2012 | 2012 Idol Star Olympics Championships         | MBC        | Giải vàng trong 4*100m với L, Woohyun và Hoya; Chiến thắng trong bắn cung với L và Sung-jong                                          |
| 2012 | Let's Go! Dream Team Season 2                 | KBS        | Ep 122 với Hoya |
| 2012 | Infinite's Ranking King                       | Mnet       | Infinite variety show |
| 2012 | Immortal Song 2                               | KBS        | Với Sung-kyu và Baby Soul |
| 2012 | Lee Soo Geun and Kim Byung Man’s High Society | JTBC       | Ep 45-47 với Infinite |
| 2013 | Weekly Idol                                   | MBC        | Ep 79 (với Infinite H), 93, 94 & 107                                                                                                  |
| 2013 | Hello Counselor                               | KBS        | Ep 109 với Hoya |
| 2013 | Mamma Mia                                     | KBS        | Mùa 1: Ep 4 & Ep 10 |
| 2013 | 2013 Idol Star Olympics Championships         | MBC        | Giải bạc tại 4*100 với Sungyeol,Woohyun & Hoya (28 tháng 1 năm 2013); Giải vàng tại 4*100 với L, Woohyun và Hoya (3 tháng 9 năm 2013) |
| 2014 | After School Club                             | Arirang TV | Với Infinite (Nam Woo-hyun) |
| 2014 | Hello Counselor                               | KBS        | Ep 175 với Sung-kyu và Sung-yeol |
| 2014 | This is Infinite                              | Mnet       | với Infinite |
| 2014 | Dirty Talk                                    | Mnet       | Khách mời 3 tháng 4 năm 2014 |
| 2014 | Weekly Idol                                   | MBC        | Episode 152-153 |
| 2015 | Law Of the Jungle                             | SBS        | Ep 137-145 |
| 2015 | Weekly Idol                                   | MBC        | Ep 207 |
| 2015 | Running Man                                   | SBS        | Ep 233 |
| 2015 | A Song For You 4                              | KBS        | Guest, Ep 4 |